# 泰图尔卡
泰图尔卡（羅馬化：Tayturka）是俄罗斯伊尔库茨克州的工人村（市级镇），属乌索利耶区，位于叶尼塞河流域内安加拉河支流别拉亚河畔，在区行政中心别洛列琴斯基及州府伊尔库茨克西北方。附近有市级镇斯列德尼以及别拉亚空军基地。
该地2021年人口有4,568人；2010年人口4,892；2002年人口5,236；1989年人口6,107。